# 巴洛岩
巴洛岩（英語：Barlow Rocks），是南極洲的岩石，位於維多利亞地的斯科特海岸，處於莫寧火山西北坡，在1994年由美國南極名稱諮詢委員命名，現時由南極條約體系管理。